# Laterallus
Laterallus és un gènere d'ocells de la família dels ràl·lids (Rallidae) que viu a la regió neotropical, arribant a la costa oriental dels EUA. Són ràl·lids amb bec relativament curt que habiten entre la densa vegetació propera a l'aigua.

## Taxonomia
Segons la classificació del IOC aquest gènere hom classifica en 12 espècies, encara que HBC Alive 2017 inclou una d'elles, el rasclet d'antifaç (Laterallus viridis), al gènere Rufirallus (juntament al rasclet capbrú Anurolimnas castaneiceps). Al temps inclou el rasclet ventrebarrat (Laterallus fasciatus) al gènere Porzana. D'aquesta manera el HBC Alive 2017 considera únicament deu espècies.
Actualment, el IOC versió 13.2, 2023 considera 13 espècies:
- Laterallus flaviventer - rasclet pàl·lid.
- Laterallus jamaicensis - rasclet fosc.
- Laterallus spilonota - rasclet de les Galápagos.
- Laterallus spiloptera - rasclet alatacat.
- Laterallus rogersi - rascló de l'illa Inaccessible.
- Laterallus ruber - rasclet encaputxat.
- Laterallus melanophaius - rasclet de flancs rogencs.
- Laterallus levraudi - rasclet de l'Orinoco.
- Laterallus xenopterus - rasclet de Conover.
- Laterallus leucopyrrhus - rasclet culblanc.
- Laterallus exilis - rasclet pitgrís.
- Laterallus albigularis - rasclet gorjablanc.
- Laterallus fasciatus - rasclet ventrebarrat.

El rasclet del Junín (Laterallus tuerosi) és considerat actualment la subespècie Laterallus jamaicensis tuerosi, dins el rasclet fosc.